# فاینال فانتزی ۱۶
فاینال فانتزی ۱۶ (انگلیسی: Final Fantasy XVI) یک بازی ویدئویی به سبک نقش‌آفرینی اکشن است که توسط اسکوئر انیکس توسعه یافته و به‌عنوان بخشی از سری‌های فاینال فانتزی در ۲۲ ژوئن، ۲۰۲۳ برای کنسول پلی‌استیشن ۵ به شکل انحصار زمانی منتشر شد. ابتدا اعلام شد که برای مایکروسافت ویندوز منتشر خواهد شد، اما این خبر لغو شد. این بازی به تهیه کنندگی نائوکی یوشیدا و کارگردانی هیروشی تاکای ساخته شده‌است.
داستان این بازی در دنیای تخیلی Valisthea اتفاق می‌افتد، دنیایی تقسیم شده بین شش کشور که قدرت را از طریق دسترسی به کریستال‌های جادویی و Dominants در دست دارند و انسان‌هایی که به عنوان میزبان برای Eikon هر کشور عمل می‌کنند. تنش‌ها بین کشورها تشدید می‌شود زیرا خشکسالی جادویی به نام Blight شروع به مصرف زمین می‌کند. کلایو رازفیلد، نگهبان برادر کوچکتر جاشوا، شاهد نابودی پادشاهی خود می‌شود و درگیر تنش فزاینده بین ملت‌های Valisthea و قدرت مخفی پشت جنگ می‌شود که به Eikon Ifrit تاریک وابسته است.
شروع توسعه مفهومی در سال ۲۰۱۵، کارکنان شامل نائوکی یوشیدا به عنوان تهیه‌کننده، هیروشی تاکای به عنوان کارگردان اصلی، هنرمندان هیروشی میناگاوا و کازویا تاکاهاشی، کازوتویو ماهیرو به عنوان کارگردان خلاق و نویسنده اصلی، ماسایوشی سوکن به عنوان آهنگساز بودند. هدف یوشیدا یک خط داستانی فانتزی تاریک بود که جذابیت وسیعی داشته باشد و به سریال روحیه دهد. تولید و تبلیغ آن تحت تأثیر همه‌گیری کووید ۱۹ و بعداً توسط حمله روسیه به اوکراین قرار گرفت. پس از انتشار، بازی با استقبال خوبی از سوی منتقدان مواجه شد. از داستان، شخصیت‌ها، موسیقی و سیستم رزمی آن ستایش شد.
انتقادها بر عدم وجود عناصر نقش‌آفرینی عمیق‌تر، مسائل مربوط به نرخ فریم برای حالت عملکرد و بهینه‌سازی تمرکز داشت. به‌طور کل در هفته اول انتشار به فروش ۳ میلیون نسخه در سراسر جهان رسید